# 圣帕莱德菲奥兰
圣帕莱德菲奥兰（法語：Saint-Palais-de-Phiolin，法語發音：[sɛ̃ palɛ də fjɔlɛ̃]）是法国滨海夏朗德省的一个市镇，位于该省南部偏东，属于容扎克区。

## 地理
圣帕莱德菲奥兰（45°31'0"N, 0°35'57"W）面积11.01 平方千米，位于法国新阿基坦大区滨海夏朗德省，该省份为法国西部滨海省份，北起旺代省，西临大西洋，南至吉倫特省，东南接多爾多涅省，东北接德塞夫勒省接壤，东临夏朗德省。
与圣帕莱德菲奥兰接壤的市镇（或旧市镇、城区）包括：贝吕尔、布瓦、尚帕尼奥勒、莫纳克、圣热尼德桑通日、圣康坦德朗萨讷。

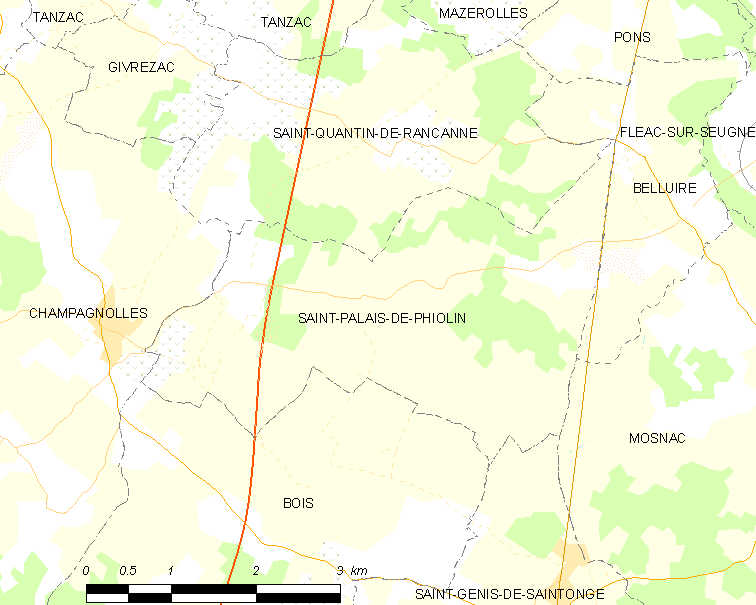
圣帕莱德菲奥兰的OSM定位图

圣帕莱德菲奥兰的时区为UTC+01:00、UTC+02:00（夏令时）。

## 行政
圣帕莱德菲奥兰的邮政编码为17800，INSEE市镇编码为17379。

## 政治
圣帕莱德菲奥兰所属的省级选区为蓬镇县。

## 人口

1962-2008年间圣帕莱德菲奥兰人口变化图示

圣帕莱德菲奥兰于2022年1月1日时的人口数量为214人。